# Navajo County
Navajo County är ett county och ligger i nordöstra delen av delstaten Arizona i USA.  Enligt folkräkningen år 2010 var countyts folkmängd 107 449. Den administrativa huvudorten (county seat) är Holbrook.
Del av Petrified Forest nationalpark och Navajo nationalmonument ligger i countyt.

## Geografi
Enligt United States Census Bureau har countyt en total area på 25 795 km². 25 779 km² av den arean är land och 16 km² är vatten.

### Angränsande countyn
- Apache County, Arizona - öst
- Graham County, Arizona - syd
- Gila County, Arizona - sydväst
- Coconino County, Arizona - väst
- San Juan County, Utah - nord

### Orter
- Holbrook (huvudort)
- Pinetop-Lakeside
- Show Low
- Snowflake
- Taylor
- Winslow